# حسام تحسين بيك
حسام تحسين بيك (22 أبريل 1941)، ممثل سوري من مواليد مدينة دمشق. تنوعت أعماله ما بين المسرح والتلفزيون والسينما. انطلق في مسيرته الفنية منتصف ستينيات القرن العشرين مع فرقة «أمية» للفنون الشعبية الاستعراضية كراقص ومؤدٍّ ومغنٍّ. اشتهر بظهوره في مسلسل (عيلة النجوم) بجميع أجزائه عدا الأول.

## مسيرته المهنية

### البداية
بدأ تحسين بيك مشواره الفني بشكل جدي من خلال فرقة أمية للفنون الشعبية حيث سبق وكان يعمل بفرقة رقص يلحن ويدرب أعضائها على الرقص والغناء رغم أنه لم يحترف الموسيقى والغناء أكاديمياً، من ثم دخل عالم الفن من خلال مشاركته الممثل دريد لحام في بطولة العديد من المسرحيات منها «كاسك يا وطن، شقائق النعمان، ضيعة تشرين»، حيث اكتشف موهبته لحام عندما كان يقدم تحسين بيك أحد أدواره مع فرقة «أمية» على المسرح القومي وارتجل مشهداً كوميدياً، وبعد انتهاء العرض قال له لحام بأنه ممثل موهوب من ثم عرض عليه المشاركة في أعماله.

### الانتشار
خاض أولى تجاربه الدرامية من خلال مسلسل «أيام شامية» الذي أُنتِج في العام 1992، وبعد حصده النجاح في العمل استكمل مسيرة مشاركاته في المسلسلات السورية، إلى أن صنع لنفسه خطًا كوميديًا خاصًا بدأه من مسلسل «عيلة ست نجوم» في العام 1996.
ومن الكوميديا انتقل إلى الدراما حيث أدى أحد أجمل الأدوار المركبة التي جسدها في مسيرته وهو دور «تحسين» في مسلسل «عودة غوار: الأصدقاء» الذي أُنتِج في عام 1998، فظهر بشخصية الصديق الطيب والذي يملك نزعة لدخول عالم الكبار، فيستغل صديقه «غوار» ويشهد ضده زوراً، ثم عاد مجدداً للكوميديا وأطل عام 2001 بأشهر الأعمال التي أُنتِجَت آنذاك وهو مسلسل "يوميات جميل وهناء" الذي حقق نجاحًا عربيًا كبيرًا عند عرضه، وجسد تحسين بيك دوراً مميزاً فيه وهو صديق بطل العمل "أيمن زيدان" الذي يرشده للطريقة التي من خلالها يحقق حلمه بأن تصبح زوجته "نورمان أسعد" تغار عليه.
وفي العام 2004 أطل حسام تحسين بيك في مسلسل البيئة الشامية الشهير "ليالي الصالحية" بشخصية الدومري «أبو الفضل» وهو من يهتم بإنارة الحارة ولديه هم وحيد هو كيفية التخلص من التدخين، وقدم فيه أغنيات على طريقة «المونولوج».
أما في العام 2006 فقد شارك تحسين بيك في الجزئين الأول والثاني من مسلسل «باب الحارة» بدور حارس الحارة، من ثم رفض المشاركة في الأجزاء التالية من العمل، وعن سبب تركه العمل أشار تحسين بيك إلى أن السبب هو اعتقاد صنّاع العمل أن من يشارك في هذا المسلسل يكون مديناً لهم، ويعود إليهم الفضل في نجوميته.

## حياته الخاصة
تزوج من إمرأة سوفيتية تدعى «ناتالي» تعرف عليها خلال سفره بعد قصة حب عاصفة، والتي نتج عنها أغنية تحمل اسمها قام هو بتأليفها وتلحينها وغنائها، لديه منها ابنتين وولد واحد وهم الفنانة ندين تحسين بيك والفنان راكان تحسين بيك، وابنة أخرى خارج الوسط الفني.
ذكر لقمان ديركي في مقال له على الموقع الرسمي لحزب الإرادة الشعبية بأنه من أصل شركسي. بينما اكتفى حسام تحسين بك بالقول في عدة مقابلات تلفزيونية بأنه عربي فقط.

## أعماله

### في المسرح
انضم إلى أسرة تشرين في العام 1973 وشارك في كل المسرحيات التي قدمتها:
- ضيعة تشرين 1974
- غربة 1976
- كاسك يا وطن 1979
- شقائق النعمان 1987
- العصفورة السعيدة وصانع المطر 1993
- السقوط 2011

### في السينما
- صح النوم 1975
- التقرير 1986
- كفرون 1990
- سيلينا 2009

### في التلفزيون
- أبو المفهومية
- ملح وسكر 1973
- وادي المسك 1982
- أيام شامية 1992
- مرسيدس 1993
- حمام القيشاني ج1 1994
- عيلة 6 نجوم 1995
- عيلة 7 نجوم 1997
- يوميات جميل وهناء 1997
- عيلة 8 نجوم 1998
- عودة غوار - الأصدقاء 1999
- البحث عن هوية (سهرة تلفزيونية ) 2000
- الملك لله 2000
- ألو جميل ألو هناء 2001
- حارة الجوري 2001
- أبناء القهر 2002
- مخالب الياسمين 2003
- الرحيل إلى الوجه الاخر 2004
- مرزوق على جميع الجبهات 2004
- ليالي الصالحية 2004
- قتل الربيع 2004
- قرن الماعز 2005
- زوج الست 2005
- باب الحارة ج1 2006
- غزلان في غابة الذئاب 2006
- رجل الانقلابات 2007
- باب الحارة ج2 2007
- الحوت 2008
- أهل الراية 2008
- مرسوم عائلي 2009
- ساعة الصفر 2010
- طالع الفضة 2011
- الأميمي 2012
- زمن البرغوث الجزء الأول 2012
- زمن البرغوت الجزء الثاني 2013
- بانتظار الياسمين 2015
- حكم الهوى 2018
- كونتاك 2019
- غفوة القلوب 2019
- بقعة ضوء 14 2019
- ترجمان الأشواق 2019
- أهل الوفا 2019
- ولاد سلطان 2020
- طبق الاصل 2020
- الكندوش 2021
- حوازيق 2022

### أغانيه
يصف حسام تحسين بيك نفسه بالـ (مؤدي)، ويرفض أن يطلق عليه لقب (المغني)، رغم أنه كتب، ولحن، وغنّى مجموعة من الأغنيات، أبرزها أغنية «ناتالي» التي يلخص فيها قصة حبّه لزوجته التي تحمل نفس الاسم، من الأغاني المعروفة التي لحنّها “أنا هويتك” للمطرب السوري الراحل «فهد بلّان»، و“جايتني مخباية” من غناء موفق بهجت، و“يا خالي” التي غناها مصطفى نصري ثم ابنته أصالة نصري، والأغنية الشهيرة “غزالة” التي قدمتها “فرقة بندلي” اللبنانية، وقبل كل هذا وضع ترنيمة موسيقية وطنية يرددها كل السوريين “لولو لو لو لالي، الله محي شوارعك يا بلادنا المعمورة” ثم الأغنية الشهيرة “لالي لالي يا علمنا لالي بالعالي”.
وأصدر جميع أغنياته في العام 2007 في ألبوم يحمل اسم أغنيته الشهيرة «نتالي»، وتضمن الأغاني التالية: جايتني مخباّية * حان الوداع * رسالة للإنسان * رفيق الليل * مشيت * لوما * ناتالي.
فى عام 2024 قام بأداء أغنية «عالصحراء مانروح».

### مؤلفاته
- الكندوش - مسلسل درامى من نمط البيئة الشامية مؤلف من ستين حلقة تلفزيوني
- الزايغ - مسلسل عمل كوميديّ مؤلّف من أربعين حلقة
- سكان هذا الزمان - كتاب صادر عن دار “سوريانا” في دمشق.[9]